# Escola Superior Náutica Infante D. Henrique
A ENIDH - Escola Superior Náutica Infante D. Henrique (conhecida como Náutica) é um estabelecimento de ensino superior público politécnico em Portugal. 
Especializada na formação de Oficiais da Marinha Mercante e quadros superiores do setor marítimo-portuário, sendo reconhecida nacional e internacionalmente no campo do ensino náutico e acreditada pela EMSA - European Maritime Safety Agency. 
Situada em Paço de Arcos, Oeiras, a 15 km do centro de Lisboa, próxima à Estrada Marginal, com vista sobre o rio Tejo e a 5 minutos da praia.
Dos professores, 40% são oficiais de marinha que se deslocam para terra após alguns anos de atividade na frota mercante.

## História
Os primeiros cursos institucionais para oficiais náuticos (civis) começaram na Academia Real de Marinha em 1779. Foram depois transferidos para a Escola Politécnica de Lisboa em 1837 e finalmente para a Escola Naval em 1911.
Em 1924, dia 15 de novembro, foi fundada uma escola destinada especificamente para a formação de oficiais da Marinha Mercante - a Escola Náutica, (ainda como parte da Escola Naval). Separou-se desta em 1936 e foi transferida para a Direção-Geral da Autoridade de Marinha (DGAM).  
Em 1960, foi reconhecida a necessidade de criar escolas para a marinha mercante. Decidiu-se que seria conveniente que estas fossem construídas no mesmo local, resultando na criação da Escola Náutica Infante D. Henrique. A DNISP, departamento da DGEMN (Direção-Geral de Edifícios e Monumentos Nacionais), foi responsável por selecionar e adquirir o terreno e realizar estudos e projetos. A construção começou em 1970 e foi concluída em 1972, e a escola foi oficialmente considerada um estabelecimento de ensino superior nesse mesmo ano, com capacidade para 350 alunos.   
Em 1974, o título da escola passou para o Ministério dos Transportes e Comunicações. O nome da escola é em homenagem ao príncipe português D. Henrique, o Navegador (Infante Dom Henrique, 1394-1460).
A 21 de maio de 2024, foi agraciada com o grau de Membro Honorário da Ordem do Infante D. Henrique.

## Formação Académica
Oferece seis licenciaturas (pós-Bolonha), dois mestrados e seis cursos TeSP.
A maioria das licenciaturas têm as vagas preenchidas na primeira fase do concurso nacional de acesso, pela elevada procura no mercado nacional, como internacional: As Engenharias Marítimas ocupam "o segundo lugar do pódio das profissões mais bem pagas, com um salário bruto anual entre os 100.000 e os 120.000 euros (entre 7.143 e 8.570 euros por mês)".

#### Serviço de Apoio Psicológico
É uma iniciativa integrada no Programa de Promoção de Sucesso e de Redução do Abandono do Ensino Superior, no âmbito do programa Student Transition & Engagement Program (STEP), uma proposta de ação conjunta com a Escola Superior de Enfermagem de Lisboa (ESEL) e a Escola Superior de Hotelaria e Turismo do Estoril (ESHTE).

## Campus
O campus da ENIDH abriga um complexo de estudos náuticos com uma área superior a 8.000m2.
As suas instalações incluem salas de aula, oficinas, laboratórios, simuladores, bar, sala de convívio, biblioteca, duas salas de estudo, pavilhão desportivo, piscina interior, tanque de mergulho e tanque de remo. 
Além disso, o campus conta com um refeitório para estudantes, professores e funcionários, assim como uma residência de estudantes.

#### Biblioteca
Disponibiliza serviços e recursos bibliográficos e informativos para ensino, formação e pesquisa nas áreas marítimas, portuárias e afins.
- Recursos Disponíveis:

1. Computadores: Dois postos disponíveis para pesquisas bibliográficas e trabalhos académicos.
2. Sala de Leitura: É um espaço de livre acesso para consulta direta de livros, onde também é possível aos alunos requisitarem livros para leitura fora do espaço da biblioteca.
  - Acesso livre para todos os usuários.
  - 64 lugares sentados para consulta e leitura individual.

- Outros Serviços
  - Cacifos: Disponíveis na entrada da biblioteca, exclusivamente para os usuários desta. A utilização dos cacifos é diária e corresponde ao horário de funcionamento da biblioteca.

#### Alojamentos
A Residência de estudantes é um edifício de 4 pisos, com capacidade para 112 estudantes, equipado com um refeitório e sala de estudo para utilização dos alunos da ENIDH. 
A ENIDH é a instituição de ensino superior público com o primeiro lugar no maior rácio de camas por aluno deslocado, "soma camas que dão para 55,1% dos seus estudantes deslocados", segundo a edição do jornal Público de 30 de outubro de 2018.

#### Projetos em construção
Em 2022, inaugurou dois simuladores: um de navegação e outro de máquinas marítimas. 
Ademais, está em fase de inauguração de um novo Centro Internacional de Segurança Marítima, previsto para o final de 2024, que visa proporcionar aos alunos um de treinamento em condições próximas das reais em situações de salvamento, abandono de navio e combate a incêndios.

## Associação de Alunos - AAENIDH
Dedicada a servir diariamente os interesses dos alunos da Náutica, a Associação de Alunos da ENIDH organiza várias atividades para promover a integração e experiências na vida académica dos estudantes, incluindo convívios designados como “Churrascos” e “Sunsets”, eventos sociais como a Gala de Natal para celebrar o espírito natalício.
Nas competições desportivas da ADESL - Associação Desportiva do Ensino Superior de Lisboa competem duas equipas de voleibol, feminina e masculina, e uma equipa de futsal masculina.

## Clubes
De forma a proporcionar aos alunos um forma de explorarem os seus interesses pessoais e de participarem em atividades extracurriculares, a ENIDH tem ainda:

#### Clube de Vela
Promove a organização de passeios para que os estudantes tenham mais contacto com o mar. Tendo ainda participado numa mini-regata, organizada pelo Clube de Paço de Arcos, onde venceu o segundo-lugar em 2022, no primeiro fim-de-semana do mês de setembro.

#### Clube de Robótica
Aberto a todos os alunos e professores interessados em aprender e aprimorar seus conhecimentos no campo da Robótica. O objetivo principal é aplicar a teoria em projetos práticos, proporcionando aos participantes a oportunidade de trabalhar em áreas como automação, visão computacional, machine learning e controle.

#### Nautituna
É a tuna académica mista da Escola Náutica aberta a todos os que se interessem por música, seja para aqueles que já possuem habilidades musicais ou desejam aprender a tocar algum instrumento.